# AOC Patrimonio

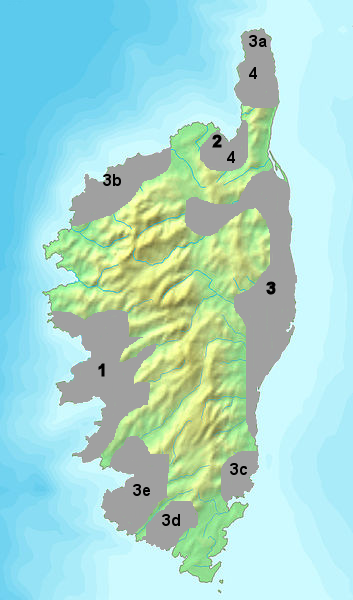
Vins de Còrsega
2: àrea de l'AOC Patrimonio

La denominació AOC Patrimonio (Appellation d'Origine Contrôlée Patrimonio, o Appellation Patrimonio Contrôlée) regula els vins de qualitat del nord de Còrsega, a l'istme de la península del Cap Corse, entre les poblacions de Patrimonio i Saint-Florent. És la denominació d'origen més antiga de l'illa, creada el 1968.
La vinya ocupa unes 400 hectàrees en un sòl majoritàriament calcari entre esquistos i granit. La geografia està formada per turons i valls, exposats al sol, regats per rius petits i protegits dels vents. La regió s'anomena Nebbio que vol dir «boira». Són unes vinyes de llarga tradició des del domini genovès del segle xv.
Els vins que es produeixen són:
- Vins negres potents, aptes per l'envelliment, a base de niellucciu (mínim 60%) que els dona color i cos.
- Vins rosats novells, pàl·lids, aromàtics i frescos. Són elaborats amb un mínim del 40% de niellucciu.
- Vins blancs equilibrats a base de vermentinu (mínim 80%) que els dona una aroma fruitosa remarcada.

A les mateixes vinyes també es produeix un moscatell sota la denominació Muscat du Cap Corse.